# Wilwerdange
Wilwerdange (en luxemburguès: Wilwerdang; en alemany: Wilwerdingen) és una vila de la comuna de Troisvierges (Luxemburguès: Ëlwen, alemany Ulflingen), situada al districte de Diekirch del cantó de Clervaux. Està a uns 59 km de distància de la ciutat de Luxemburg.